# ネッツカップ
ネッツカップ（Netz Cup）は、2000年から2020年にかけて、トヨタ自動車（ネッツ店）主催で行われたワンメイクレース。初期を除き、車種にはトヨタ・ヴィッツが採用されており、正式名称は「GAZOO Racing Netz Cup Vitz Race」であった。

## 概要
トヨタが「一般のドライバーにももっと気軽にレースを楽しんでもらおう」という趣旨で2000年にスタートさせたシリーズ。中でもヴィッツのワンメイクで競われる「ヴィッツレース」については、「レース用の車両は街乗り用の車とは別に用意するもの」という従来のモータースポーツ界の常識を覆し、日本初の「ナンバー付き車両限定レース」としてスタートした。
発足当初は
- ヴィッツレース - レース未経験者～初心者向け
- アルテッツァレース - 中級者対象、ヴィッツレースの成績上位者にはサポート有り

という2カテゴリー制で、ヴィッツからアルテッツァを経てスカラシップを得て佐々木孝太などのようにスーパー耐久やSUPER GT・GT300クラス等へステップアップするというドライバー育成カテゴリーとしての側面も持っていたが、2006年にアルテッツァレースが終了してしまい、その後継カテゴリーも設けられなかったため、以後趣味としてレースを楽しむホビーレーサーのためのカテゴリーとしての色彩が強くなっていた。
2013年からは、新たにトヨタがトヨタ・86及びスバル・BRZによって争われる「GAZOO Racing 86/BRZ Race」を発足させたため、ヴィッツレースは事実上86/BRZ Raceの下位カテゴリー扱いとなっていた。
日本国内においても、従来「ヴィッツ」として販売されてきた車が国際ブランドである「ヤリス」の名称に統一されたことに伴い、2021年からは新たにヤリスによる「Yaris Cup」を開催することになったため、ネッツカップは2020年で終了した。一方で、従来型ヴィッツによるレースも並行して開催する予定である。
本シリーズは発足当初より多数のエントリーを集め、特にヴィッツレースが初代（P10系）で争われていた時代には、通常の決勝以外に行われるコンソレーションレース（決勝に残れなかった参加者によるレース）からも溢れる参加者が多数出るほどの盛況振りを見せた。これが引き金となり、マツダ・ロードスターによる「ロードスターパーティレース」、ロータス・エリーゼによる「ロータスカップ」、フォルクスワーゲン・ルポによる「ルポGTIカップ」といったナンバー付き車両によるワンメイクレースが多数誕生したほか、各サーキットが独自に企画する初心者向けレースにナンバー付き車両によるカテゴリーが設けられる例が増えるなど、本シリーズが日本のモータースポーツ界に与えた影響は大きい。

## ヴィッツレース
2000年から発足したヴィッツによるワンメイクレースで、ネッツカップというと通常これを指す。日本自動車連盟（JAF）公認の競技であり、JAF国内A級ライセンスが必要。2013年からGAZOOが冠についている。キャッチコピーは「俺は、本当に速いのか？」
なおナンバー付き車両によるレースということで、基本的にレース用の車両は自走でサーキットに来ることを想定しており、レース終了後には通常のレース後車検のほかに、公道走行が可能かどうかのチェックが合わせて行われるほか、レースで使用したタイヤでそのまま公道を走って帰ることは禁止されている。
2010年現在は以下のサーキットで5シリーズが開催される。
- 北海道: 十勝スピードウェイ
- 東北: スポーツランドSUGO、ツインリンクもてぎ東コース ※仙台ハイランドは開催休止中
- 関東: ツインリンクもてぎ、富士スピードウェイ
- 関西: 鈴鹿サーキット、岡山国際サーキット
- 九州: オートポリス

この各シリーズの成績上位者で希望するものは、毎年11月に行われるグランドファイナルに出場することができる。従来グランドファイナルは、富士スピードウェイで行われるファン感謝イベント「トヨタモータースポーツフェスティバル」内で開催されてきたが、2010年からはSUPER GTとフォーミュラ・ニッポンのノンタイトル戦（JAFグランプリ）と同日開催となった。また2007年・2008年には、F1・日本グランプリのサポートレースとしても開催された。

### 車両
レースに使用できる車両は当然ヴィッツのみとなるが、車両レギュレーションについては時期により変遷が見られる。
シリーズ開始当初はベース車両を一般のディーラー等で購入した上で指定された装備（ロールケージ、牽引フック、4点式シートベルト等）を自ら取り付けたものの使用も認められていた。
ヴィッツが2代目（P90系）にモデルチェンジしたことに伴い、2006年からはあらかじめ指定装備が装着済みの完成車である、トヨタテクノクラフト（TRD）が販売する「Vitz RS TRD Racing」のみとされた。2010年末にヴィッツが3代目（P130系）へモデルチェンジしたが、本レースは2011年については引き続きP90系で競われ、2012年からP130系ベースの「Vitz RS Racing」に車両が変更される。2018年からは「Vitz RS Racing」だけでなく、同じくP130系ベースの「Vitz GR SPORT "Racing" Package」でも参戦が可能となる予定となっている。
なお、購入後のエンジンの改造は認められない（2代目以降は、車両の販売時点でTRDによる封印が施されている）ほか、部品の交換等も原則としてTRA（Toyota cars Racing Association）の指定部品に限定されている。タイヤも2012年よりグッドイヤーのワンメイクとなった。

## アルテッツァレース
アルテッツァRS200によるワンメイクレース。ヴィッツレース同様にJAF国内A級ライセンスが必要。
JAFのN1規定に沿っているため、ヴィッツレースとは異なり、ナンバーの無いレース専用車のみの出走となる。シリーズチャンピオンになった選手は、翌年から出場禁止という特殊なルールが存在していた。
ベースとなるアルテッツァの生産終了に伴い、2005年シリーズ限りで廃止される予定だったが、エントラントの要望により1年延長された。2006年シリーズは「キング・オブ・アルテッツァ」と改名して開催され、11月のTMSFで行われた最終戦をもって廃止された。